# Camerano Casasco
Camerano Casasco (Cameran in piemontese) è un comune italiano di 407 abitanti della provincia di Asti in Piemonte.
Il comune fa parte dell'Unione Comunale Comunità Collinare Val Rilate. Parte del territorio del comune è compresa nella Riserva naturale speciale della Valle Andona, Valle Botto e Val Grande.

## Storia

### Simboli
Lo stemma del Comune di Camerano Casasco è stato concesso con decreto del presidente della Repubblica dell'8 maggio 1996.   
Lo scudo riunisce i simboli delle famiglie Camerano di Asti (di rosso, a due fasce d'argento, cariche di tre foglie d'edera di verde, 2 e 1), Asinari (d'azzurro, alla torre d'oro, aperta del campo e finestrata di rosso e d'azzurro, colla bordatura composta di rosso e d'argento) e Del Carretto (d'oro, a cinque bande di rosso).

## Monumenti e luoghi di interesse
- Chiesa parrocchiale di San Lorenzo

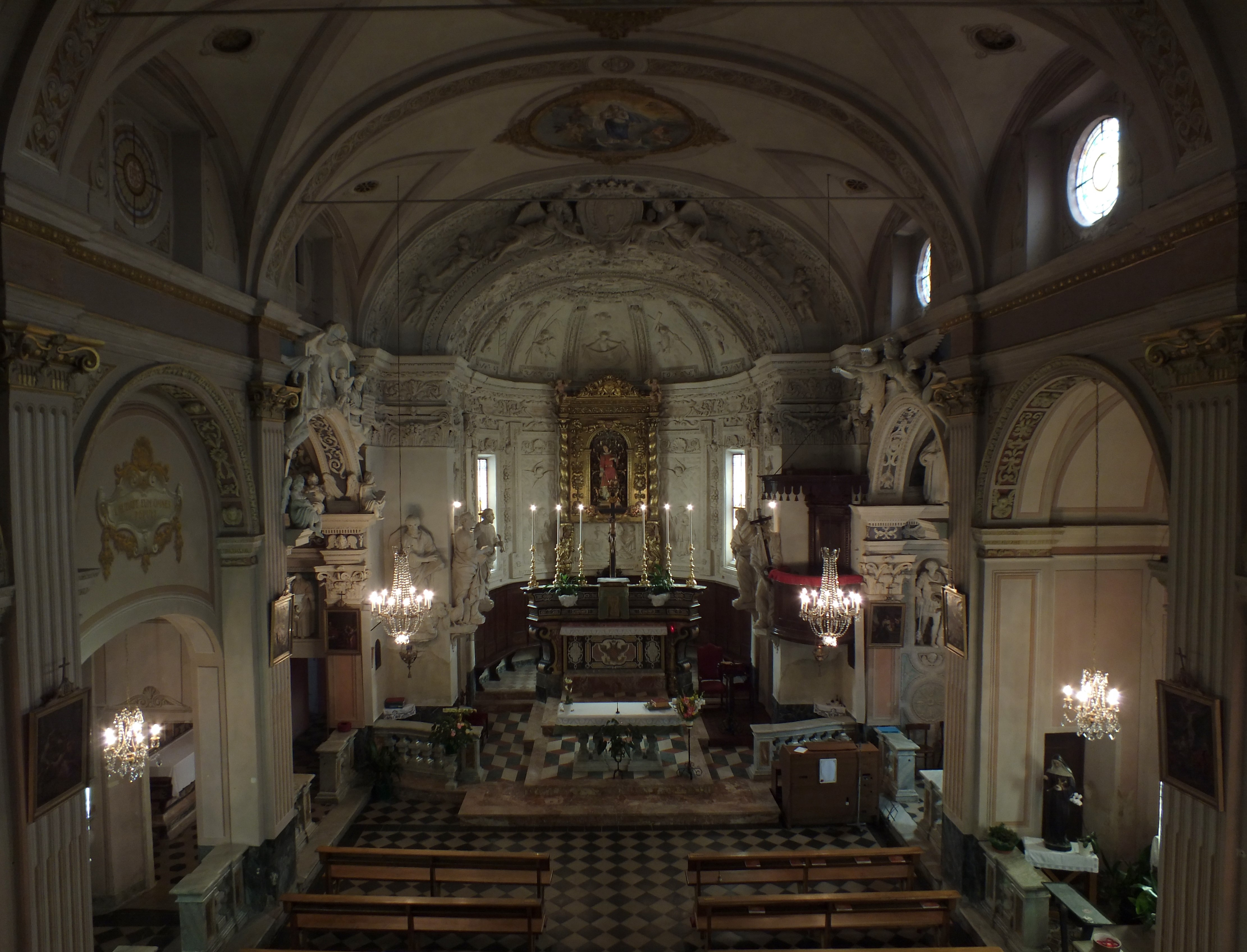
Chiesa parrocchiale di San Lorenzo, interno

- Castello, in località Casasco

## Società

### Evoluzione demografica
Abitanti censiti

### Etnie e minoranze straniere
Secondo i dati ISTAT al 1º gennaio 2013 la popolazione straniera residente era di 58 persone e rappresentano il 12,1% dell'intera popolazione residente.
Le nazionalità maggiormente rappresentate in base alla loro percentuale sul totale della popolazione straniera residente erano:
- Romania 40 (68,97%)
- Moldavia 9 (15,52%)
- Albania 5 (8,62%)
- Regno Unito 1 (1,72%)
- Polonia 1 (1,72%)
- Ucraina 1 (1,72%)
- Ucraina 1 (1,72%)
- Giappone 1 (1,72%)

## Amministrazione
Di seguito è presentata una tabella relativa alle amministrazioni che si sono succedute in questo comune.
| Periodo        | Periodo        | Primo cittadino       | Partito                             | Carica  | Note  |
| -------------- | -------------- | --------------------- | ----------------------------------- | ------- | ----- |
| 27 giugno 1985 | 25 maggio 1990 | Lorenzo Cortese       | lista civica                        | Sindaco | [ 6 ] |
| 25 maggio 1990 | 24 aprile 1995 | Lorenzo Cortese       | -                                   | Sindaco | [ 6 ] |
| 24 aprile 1995 | 14 giugno 1999 | Lorenzo Cortese       | centro                              | Sindaco | [ 6 ] |
| 14 giugno 1999 | 14 giugno 2004 | Lorenzo Cortese       | lista civica                        | Sindaco | [ 6 ] |
| 14 giugno 2004 | 8 giugno 2009  | Maggiorino Gavello    | lista civica                        | Sindaco | [ 6 ] |
| 8 giugno 2009  | 26 maggio 2014 | Luigi Mauro Pelissero | lista civica Impegno collaborazione | Sindaco | [ 6 ] |
| 26 maggio 2014 | 26 maggio 2019 | Luigi Mauro Pelissero | lista civica Impegno collaborazione | Sindaco | [ 6 ] |
| 26 maggio 2019 | 10 giugno 2024 | Valter Penna          | lista civica Il paese               | Sindaco | [ 6 ] |
| 10 giugno 2024 | in carica      | Valter Penna          | lista civica Il paese               | Sindaco | [ 6 ] |